# Matthew Fontaine Maury
Pour les articles homonymes, voir Maury.
Matthew Fontaine Maury (1806 – 1873) est un officier de l'US Navy (United States Navy) qui a grandement influencé l’astronomie, l’océanographie, la météorologie et la géologie modernes grâce à ses observations et à son implication dans divers organismes internationaux. Il a également été cartographe, auteur et historien. Il a tenté de lutter contre l'esclavage et écrit des ouvrages pour la jeunesse.
On l'a surnommé l'« éclaireur de la mer », le « père de l'océanographie et de la météorologie marine modernes » et le « scientifique de la mer ». Il est particulièrement connu pour son ouvrage Physical Geography of the Sea publié en 1855 et traduit en plusieurs langues, le premier livre qui traite en profondeur de l'océanographie. Il est connu également pour ses cartes, notamment des vents et des courants océaniques.

## Biographie

### Carrière dans l' US Navy

#### Avant l'accident
Matthew Fontaine Maury naît le 14 janvier 1806 dans le comté de Spotsylvania (Virginie) mais sa famille déménage à Franklin (Tennessee) quand il a cinq ans. Il est d’une famille huguenote dont on peut retracer la généalogie jusqu’au XVe siècle en France. Son grand–père, le révérend James Maury a enseigné à trois présidents des États–Unis : Thomas Jefferson, James Madison et James Monroe. Il descend également d’une famille hollandaise comptant parmi les fondateurs de la Virginie.
Le jeune Matthew veut devenir officier de marine comme son ainé, le lieutenant de vaisseau John Minor Maury (en) de la Marine américaine. Comme ce dernier est mort de la fièvre jaune lors d’une campagne contre les pirates, son père lui interdit de rejoindre la marine. Il pense donc un moment à entrer à West Point, mais réussit finalement en 1825 à devenir marin grâce à l’influence du représentant du Tennessee Sam Houston. Âgé de 19 ans, Maury devient enseigne de vaisseau à bord de la frégate « Brandywine ». Il commence presque immédiatement à étudier le comportement de la mer et le recueil de données météorologiques. À l'âge de trente–trois ans, il se brise la hanche et le genou lors d’un accident de diligence, ce qui met fin à sa carrière d'officier de marine. Il se tourne alors vers l'étude de la navigation, de la météorologie, des vents et des courants.

#### Après l'accident
Devenu infirme, Maury est affecté à terre dans un service chargé de conserver les anciens journaux de bord des navires après leur désarmement. Il a alors l'idée d'exploiter cette mine d'informations en créant des cartes marines spéciales, les Pilot Charts qui donnent des indications sur la direction et la force moyenne des vents en fonction de la période de l'année.
C'est la base de la météorologie statistique moderne. Il publie ses sailing directions (Instructions nautiques) accompagnées de cartes statistiques spéciales (Wind and current charts of the  North Atlantic) publiées en 1847. Les premiers capitaines à les utiliser réalisent des traversées records, gagnant parfois 30 % de temps sur les moyennes habituelles.
L'un de ces capitaines est Joshua Creesy, qui confie une part des tâches de calcul du point et de la route à son épouse Eleanor. Son navire, le célèbre clipper Flying Cloud établit un record, extraordinaire pour l'époque, de 89 jours sur le trajet New-York – San Francisco par le Cap Horn (avant le percement du canal de Panama). Vu les économies énormes réalisées par les armateurs, les ouvrages de Maury sont vendus au prix fort, mais ce dernier prévoit un système de remboursement partiel aux capitaines qui acceptent de communiquer les données de leur livre de bord pour améliorer les éditions suivantes.
Son travail attire l'attention du surintendant de l’Observatoire naval, de la cartographie et des instruments (il en deviendra lui-même surintendant en 1842), qui lui offre d'étudier les livres de bord et les cartes de son service. Maury publie en 1852 Wind and current chart of the North Atlantic, un recueil des vents et des courants visant à optimiser leur usage par les navires et à raccourcir la durée des voyages. Son système de notation des informations océanographiques a été adopté par les marines à travers le monde et a servi à développer les routes maritimes actuelles.
Maury utilise également les informations retrouvées dans les livres de bord pour tracer les routes migratoires des baleines. De plus, il émet l'hypothèse qu'il y a bel et bien un « Passage du Nord-Ouest » dans l'Arctique en notant que des harpons venant de baleiniers de l'Atlantique sont retrouvés sur des baleines capturées dans le Pacifique, et vice-versa, dans un délai beaucoup trop court pour que celles-ci aient transité par le cap Horn. Il ajoute que ce passage doit être libre de glace, au moins occasionnellement, les baleines étant des mammifères marins qui doivent faire surface pour respirer. L'hypothèse inspire plusieurs explorateurs.
Matthew Maury finit par devenir lui–même surintendant de l’Observatoire naval quand celui-ci change de nom. Il y forme plusieurs officiers pour le travail astronomique et météorologique. Cependant ceux-ci ne restent jamais longtemps, étant réassignés à d’autres postes. Il travaille activement à la création d’une école navale similaire à West Point, entre autres en écrivant des articles sur le sujet dans le Scraps from the Lucky Bag et d’autres journaux. Il est très heureux lorsque l’Académie navale d'Annapolis voit finalement le jour.

### Échanges internationaux

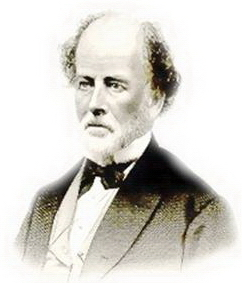

Maury est l'un des initiateurs des échanges mondiaux dans le domaine de la météorologie. Le Congrès des États-Unis avait déjà refusé de fournir des fonds pour la mise sur pied d’un réseau de stations météorologiques terrestres, mais Maury pense que les données recueillies en mer peuvent être le point de départ d'échanges internationaux. Il propose d'organiser une conférence regroupant les services météorologiques naissants en Amérique et en Europe.
Celle-ci se tient en 1853 à Bruxelles. Bien que le seul mandat donné à Maury par le gouvernement des États-Unis soit d’échanger des données maritimes, les gouvernements des pays qui assistent à la conférence acceptent plus tard un échange de données terrestres également, le tout dans un format commun, bien que certains aient été des ennemis de longue date. En quelques années, les nations responsables des trois quarts du trafic maritime mondial envoient les observations des navires à l’Observatoire naval qui les redistribue à travers le monde. Ces échanges conduiront à la création de l’Organisation météorologique internationale en 1873.

### Guerre de Sécession
En 1851, Maury envoya son cousin William Lewis Herndon et un autre officier de l’Observatoire en mission au Brésil pour explorer l’Amazone et la côte atlantique. Il leur avait également demandé de rassembler toutes informations disponibles sur les besoins en esclaves du pays car il pensait que les planteurs des États esclavagistes du Sud pourraient ainsi se départir graduellement de leurs Noirs ou  envisageraient même d'émigrer. À long terme ceci aurait peut–être pu diminuer progressivement le nombre d’esclaves dans son pays et contribuer à résoudre la grave crise politique qui mena finalement à la guerre de Sécession. De plus, il pensait que cela réduirait la chasse aux esclaves en Afrique. Il revendique l'ouverture de l'Amazone à la navigation. Selon l'historien Moniz Bandeira (en), « toute la presse adhère à la campagne. Esclavagistes, armuriers, commerçants et flibustiers se mobilisent pour défendre ce que Maury présente comme une politique du commerce dans l'intérêt de la science ». Le projet échoue : en 1849, le représentant du Brésil à Washington s'y oppose, et un courrier de Maury de 1853, dans lequel il appelle à employer la voie diplomatique sans exclure l'usage de la force, est révélé par la presse brésilienne.
Dès le début des hostilités de la guerre de Sécession, Maury, Virginien, démissionna de la marine américaine pour rejoindre la marine de la Confédération. Il fut surtout chargé de l'acquisition de navires et passa le plus clair de son temps dans le Sud et en Angleterre. Comme il était connu en Europe pour ses diverses activités, il put donner des causeries dans les milieux influents et écrire des articles de journaux pour intéresser des médiateurs dans le conflit qui faisait rage.
De par son travail, Maury avait une bonne connaissance de l'électricité et des câbles télégraphiques sous–marins. Il participa en 1865 au projet de mise en place d'un câble transatlantique entre l'Irlande, Terre-Neuve et les États-Unis. Il utilisa ses compétences pour perfectionner des mines flottantes qui ont causé des pertes importantes à l'US Navy. Le Secrétaire à la Marine des États-Unis déclara même en 1865 que ces mines avaient coulé plus de navires que toutes les autres causes réunies.

### Après la guerre

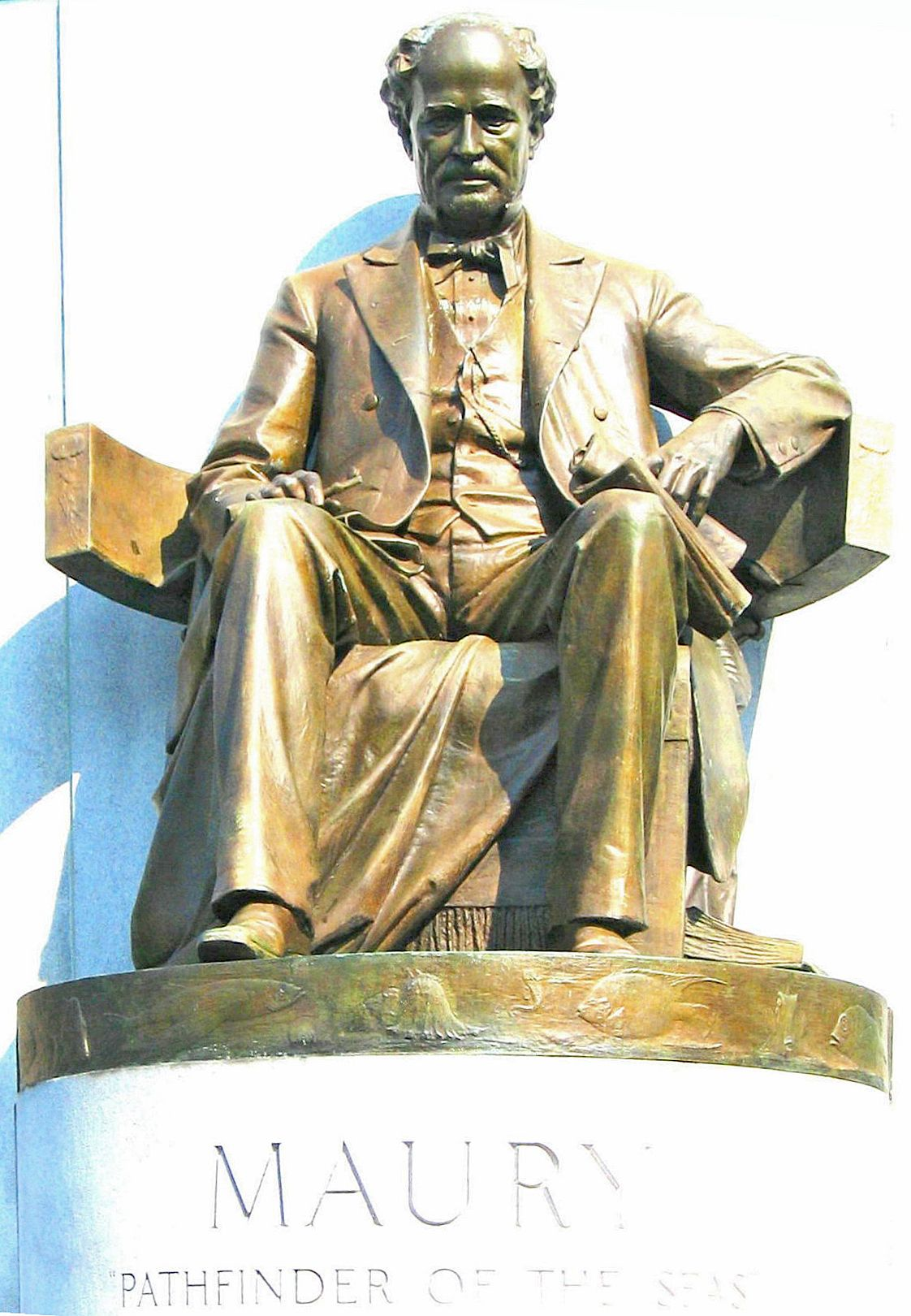
Monument à Matthew Fontaine Maury l’« éclaireur des mers » à Richmond (Virginie)

La guerre a détruit une bonne partie de la ville de Fredericksburg en Virginie où résidait la famille proche de Maury. Le 2 mai 1865, son navire revenant d'Europe fit escale aux Antilles où il apprit la défaite du Sud. Sur les conseils du général Robert E. Lee et d'autres amis, il fit parvenir sa reddition aux commandants des forces du Nord dans le Golfe du Mexique et s'exila volontairement en rejoignant le service de Maximilien Ier du Mexique comme « Commissaire impérial de l’immigration ». Pour loger des confédérés exilés dans ce pays et d’autres immigrants, il fonda Carlotta et la colonie de Nouvelle Virginie (en),. En mars 1866, il se rendit en Angleterre pour rejoindre sa famille, qu'il n'avait pas vue durant tout ce temps. Il décida de ne pas retourner au Mexique en raison de la montée de l'opposition au règne de Maximilien, et préféra se lancer dans une série de conférences.
En 1848, dans un article de Benjamin Blake Minor (en), Matthew Maury a été cité comme président du collège de William et Mary de Williamsburg en Virginie. Il accepta, en 1868, d'être professeur au Virginia Military Institute (VMI) de Lexington après que le gouvernement américain eut promulgué une amnistie générale pour tous les officiers confédérés. Il refusa plusieurs postes éminents dans d’autres institutions comme le St. John's College d’Annapolis au Maryland, l’université d'Alabama et l’université du Tennessee. Il aurait refusé parce qu’il désirait demeurer auprès du général Robert E. Lee, un de ses grands amis, à Lexington. Maury sera l’un des porteurs de son cercueil.
Parallèlement à ses activités de professeur au Virginia Military Institute, Maury écrivit le livre Physical Geography of Virginia, utilisant les connaissances géologiques qu’il avait acquises lors de son travail de superviseur d’une mine d’or près de Fredericksburg. Son but était d'informer les Virginiens sur les ressources de leurs sol et sous-sol afin qu’ils puissent se relever des destructions de la guerre. Maury proposa également la formation d’un collège d’agriculture pour compléter les options disponibles à l'institut, ce qui donna naissance au Virginia Agricultural and Mechanical College à Blacksburg (Virginie) en 1872. Ce collège est maintenant le Virginia Polytechnic Institute and State University. Il déclina, à cause de son âge avancé, l’offre d’en devenir le président.
En 1868, Maury participa à la rencontre pour la fondation de l’American Association for the Advancement of Science (AAAS). Il donna également  de nombreuses conférences en Europe sur la nécessité d’étendre les échanges de données météorologiques aux informations des stations terrestres. Il mourut le 1er février 1873 à Lexington après une série exténuante de ces conférences. Il avait atteint le grade de commodore.

## Publications

### Textes
Les travaux de Maury sont en anglais.
- « On the navigation of Cape Horn », American Journal of Science and Arts, vol. 26,‎ juillet 1834, p. 54-63
- The physical geography of the sea, New York, Harper and Bros., 1860, 8e éd. (1re éd. 1855), 474 p.
  - Géographie physique de la mer, trad. P.-A. Terquem, 2e  éd., 1861[9]
- « Plan of an Instrument for Finding the True Lunar Distance », American Journal of Science and Arts, vol. 26,‎ juillet 1834, p. 63-65
- A New Theoretical and Practical Treatise on Navigation, Philadelphie, E. C. and J. Biddle, 1836, 336 p.
- Wind and current chart of the North Atlantic, 1850
- Explanations and sailing directions to accompany the wind and current charts (réimpr. 1854 (6e), 1855) (1re éd. 1851) — En ligne, l'édition de 1854 « augmentée et améliorée ».
- Investigations of the winds and currents of the sea (from the Appendix to the Washington astronomical observations for 1846), 1851
- On the probable relation between magnetism and the circulation of the atmosphere, 1851
- Wind and current charts : gales in the Atlantic, 1857
- Amazon, and the Atlantic slopes of South America, 1853
- Physical survey of Virginia (preliminary report) : Her geographical position, its commercial advantages and national importance, Virginia Military Institute, 1868
- New elements of geography for primary and intermediate classes, 1881 — En ligne, l'édition de 1907

### Cartes

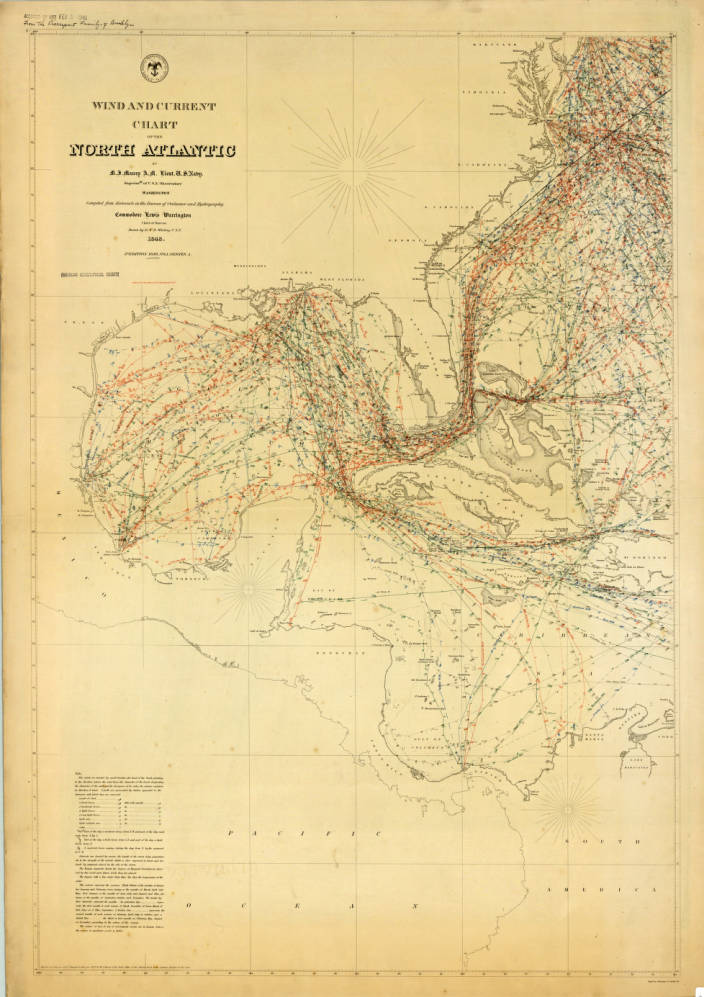
Vents et courants, 1850
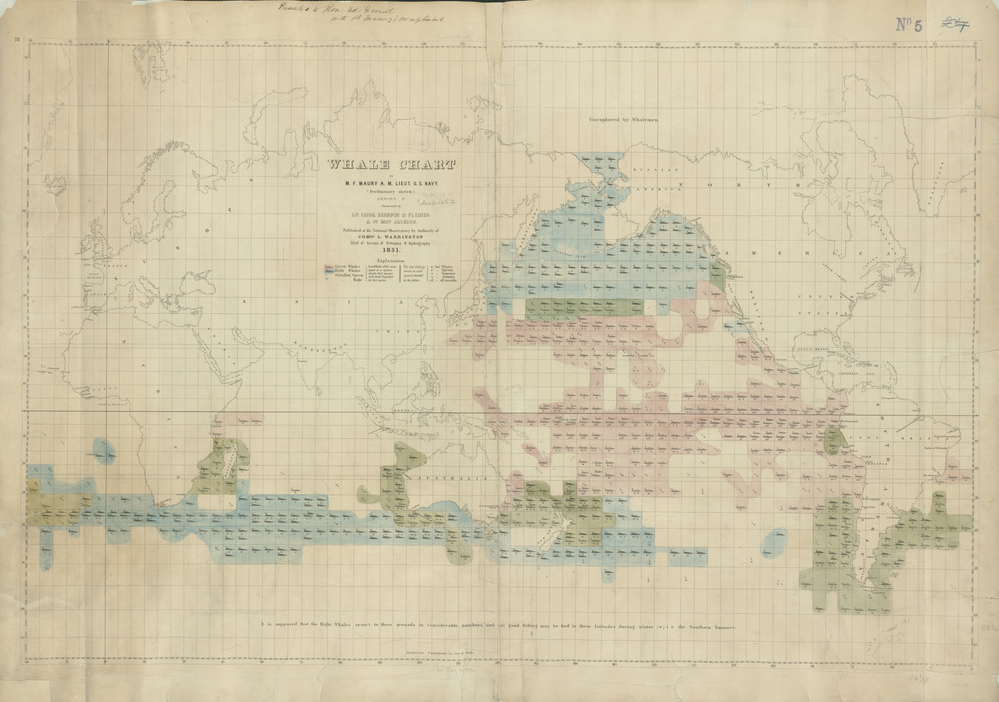
Carte du déplacement des baleines, 1851
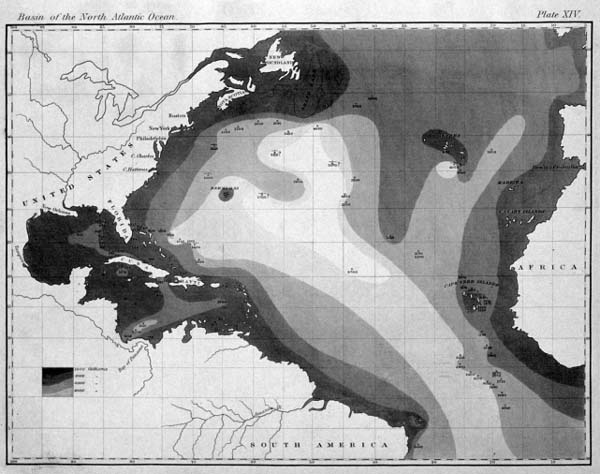
La toute première carte bathymétrique, 1853
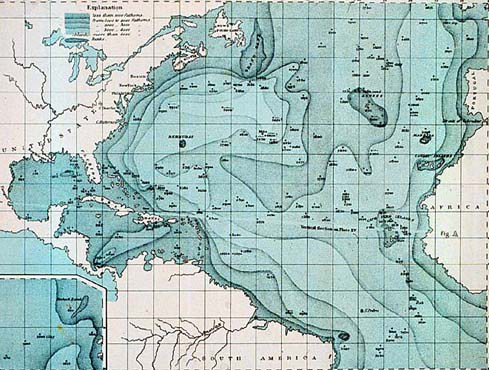
Carte bathymétrique, 1855
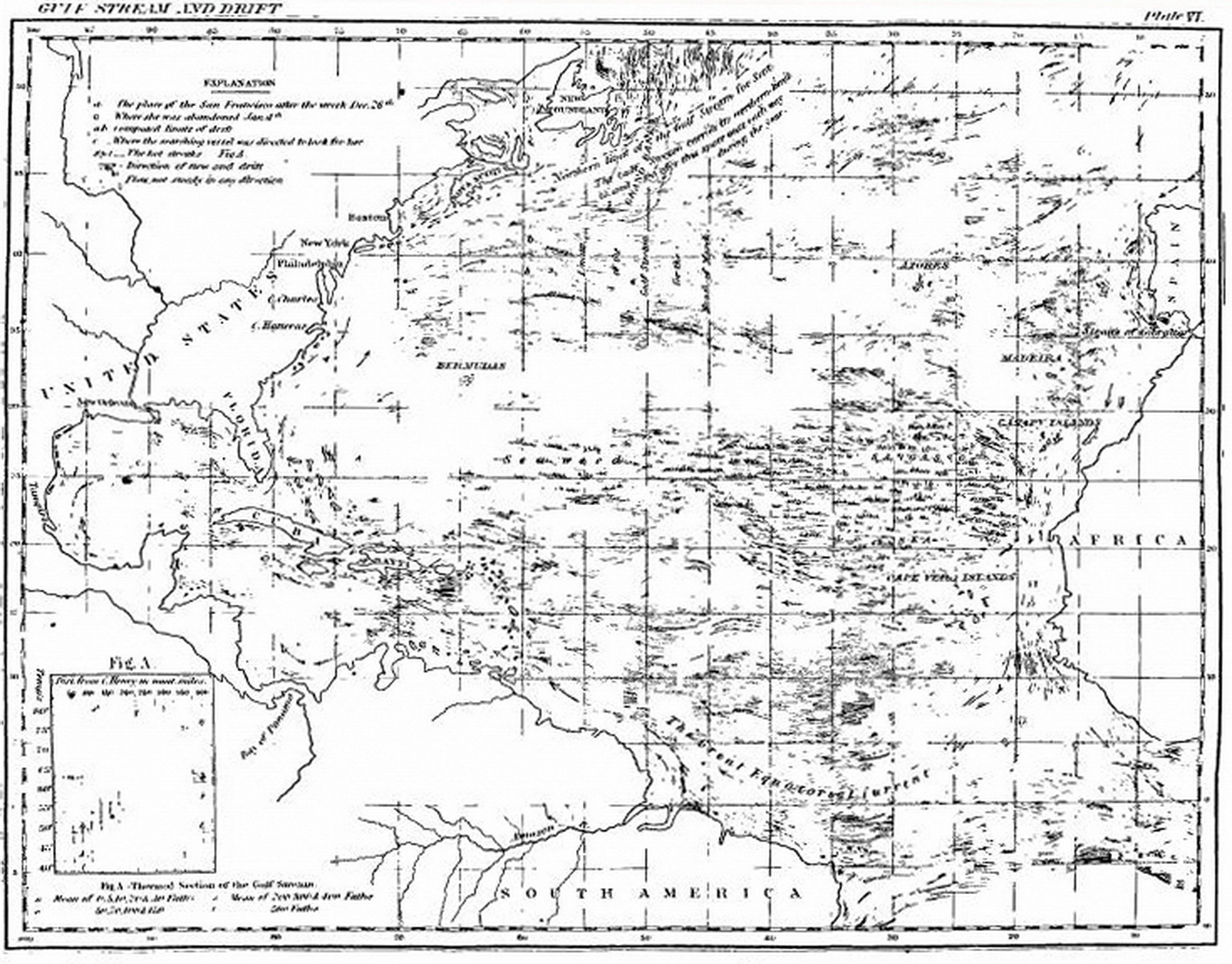
Le Gulf Stream, 1864
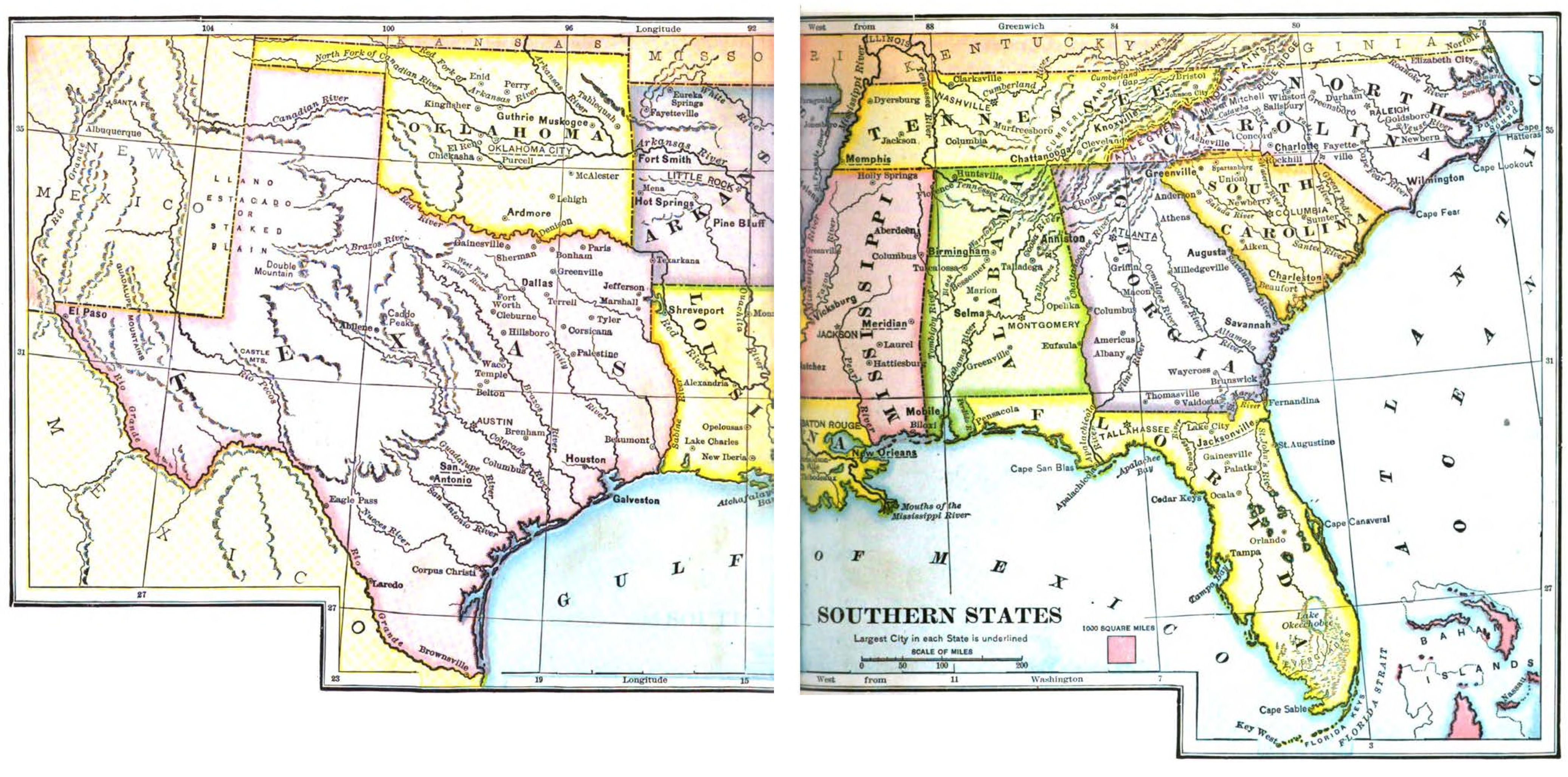
Carte des États du Sud faite pour un livre d'école (deux parties), 1907

#### Cartes en ligne
- Collection de l'American Geographical Society

## Honneurs
Au cours de sa vie, Matthew Fontaine Maury a reçu plusieurs médailles et décorations et a été fait chevalier de divers ordres dans plusieurs pays. Lorsqu’il était officier dans la marine américaine,la chose n'était pas conforme à la politique des forces armées et c’est pourquoi son épouse, Ann Hull Herndon-Maury, les accepta en son nom. Une partie de ses médailles se retrouve au Virginia Military Institute et d’autres au Smithsonian Institute ; le reste est conservé par ses descendants.
Un buste de Maury, dû au sculpteur Frederick William Sievers (en) se trouve au Maury Hall, l’alma mater du département de la science de la mer de l’université de Virginie et quartier-général de bataillon des élèves-officiers de réserve de l’université. La statue a été inaugurée le 11 novembre 1929. Son buste se trouve également au Hall of Fame for Great Americans de New York. Le bâtiment original du Collège de William et Mary et celui qui abrite le département de génie électrique et d’informatique de l’Académie navale d'Annapolis ont été renommés en son honneur. Une école secondaire et une école primaire portent également son nom en Virginie.
Plusieurs navires, dont quatre bâtiments de l'US Navy et un bâtiment de recherche océanographique portent ou ont porté son nom,.
Il existe un lac Maury à Newport News (Virginie) sur le terrain du Musée des marins. La rivière Maury dans le comté de Rockbridge en Virginie borde le Virginia Military Institute. Le cratère lunaire Maury a été nommé en son honneur.